# 1930 en rugby à XV
Chronologie du rugby à XV
1929 en rugby à XV - 1930 en rugby à XV - 1931 en rugby à XV
Les faits marquants de l'année 1930 en rugby à XV

## Événements

### Mars
- L'Angleterre termine premier du Tournoi des cinq nations 1930 en remportant deux victoires et en concédant un match nul et une défaite.
  - Article détaillé : Tournoi des cinq nations 1930

### Mai
- 18 mai 1931 : le championnat de France de rugby à XV de première division 1929-1930 est remporté par le Sporting Union Agenais qui bat l'US Quillan en finale.
  - Article détaillé : Championnat de France de rugby à XV 1929-1930.

### Récapitulatifs des principaux vainqueurs de compétitions 1929-1930
- Le Sporting Union Agenais est champion de France en s'imposant 4-0 face à l'US Quillan.
- Le Lancashire est champion des comtés anglais.
- Wellington remporte le Ranfurly Shield, trophée sanctionnant une compétition de rugby à XV ouverte aux équipes de provinces néo-zélandaises.

### Août
Les Lions se déplacent en Nouvelle-Zélande et concèdent trois défaites pour une seule victoire.
| Date            | Lieu                          | Match                                 | Score | Compétition |
| 21 juin 1930    | Dunedin Nouvelle-Zélande      | Nouvelle-Zélande - Lions britanniques | 3-6   | Test        |
| 5 juillet 1930  | Christchurch Nouvelle-Zélande | Nouvelle-Zélande - Lions britanniques | 13-10 | Test        |
| 26 juillet 1930 | Auckland Nouvelle-Zélande     | Nouvelle-Zélande - Lions britanniques | 15-10 | Test        |
| 9 août 1930     | Wellington Nouvelle-Zélande   | Nouvelle-Zélande - Lions britanniques | 22-8  | Test        |

## Naissances
- 29 septembre 1930 : Lucien Mias, joueur de rugby à XV international français.
- 3 janvier 1930 : Roger Martine, joueur de rugby international français entre 1952 et 1961, décédé le 3 mars 2005